# Matlul Curim
Matlul Curim (hebr. מתלול צורים) – pasmo górskie położone na południowym krańcu Górnej Galilei na północy Izraela. Wznosi się na wysokość 769 metrów n.p.m.

## Geografia
Matlul Curim jest pasmem górskim wznoszącym się od północy nad Doliną Bet ha-Kerem. Różnica wysokości między dnem doliny a szczytami wzniesień dochodzi do 500 metrów. Pasmo górskie ma formę wysokiej bariery, która biegnie z południowego zachodu na północny wschód. Najwyższym wzniesieniem jest Góra 769 (769 m n.p.m.). Na wschód od niej znajduje się Har Chaluc (729 m n.p.m.). Wschodnią granicę wyznacza wadi strumienia Talil, za którym są góry Har Szezor (886 m n.p.m.) i Har Hod (804 m n.p.m.). Po stronie północnej jest wadi strumienia Bet HaEmek, który spływa w kierunku zachodnim.
W paśmie górskim znajdują się wioski Lawon i Har Chaluc (należące do Samorządu Regionu Misgaw). U południowego podnóża są miejscowości Dejr al-Asad i Nachf, a na północy jest miejscowość Kisra-Sumaj.